# Penangodyna tibialis
Genre
Espèce
Penangodyna tibialis, unique représentant du genre Penangodyna, est une espèce d'araignées aranéomorphes de la famille des Dictynidae.

## Distribution
Cette espèce est endémique de l'île de Penang au Penang en Malaisie,.

## Publication originale
- Wunderlich, 1995 : Beschreibung bisher unbekannter Spinnenarten und -Gattungen aus Malaysia und Indonesien (Arachnida: Araneae: Oonopidae, Tetrablemmidae, Telemidae, Pholcidae, Linyphiidae, Nesticidae, Theridiidae und Dictynidae). Beiträge zur Araneologie, vol. 4, p. 559-579.